# Room 6
Room 6 ist ein US-amerikanischer Horrorfilm des Regisseurs Michael Hurst aus dem Jahr 2006. Hurst verfasste gemeinsam mit dem Produzenten Mark A. Altman das Drehbuch. Eine Unterstufenlehrerin hat mit den seelischen Folgen eines schrecklichen Kindheitserlebnisses zu kämpfen.

## Handlung
Die junge Lehrerin Amy Roberts und ihr Freund Nick van Dyke erleiden einen Autounfall. Amy ist unverletzt, macht sich aber große Sorgen um Nick, dessen Bein gebrochen scheint. Nick wird von Sanitätern erstversorgt und in ein Krankenhaus gebracht. Leider erfährt Amy nicht, wohin er genau gebracht wird. Das nächstgelegene Hospital führt ihn nicht auf der Einlieferungsliste. Aber sie trifft hier Lucas wieder, einen weiteren Unfallbeteiligten, der ebenfalls seine verletzte Angehörige sucht. Sie beschließen ihre Suche gemeinsam fortzusetzen. Da Amy an einer Krankenhausphobie leidet und von Zeit zu Zeit auch noch von Horror-Visionen heimgesucht wird, ist sie froh über die Unterstützung. Die Menschen um sie herum erscheinen ihr für wenige Sekunden als halbzerfleischte Zombies, was sie sehr ängstigt.
Auch eine von Amys Schülerinnen – sie trat durch Verhaltensauffälligkeiten in Erscheinung – möchte helfen. Sie rät im Krankenhaus St. Rosemary's nach Nick zu suchen. Bei Recherchen gemeinsam mit Lucas findet Amy heraus, dass dieses Krankenhaus vor 70 Jahren unter mysteriösen Umständen niederbrannte. Trotzdem will sie den Versuch wagen und begibt sich zu dessen Ruinen bzw. früherem Standort. Sie will Nick unbedingt beistehen. Das ist sie ihm schuldig.
Da Lucas in ihrem Haus zudringlich wurde und nun ebenfalls zum Zombie mutierte, zieht Amy allein los. Das Haus wirkt gespenstisch, aber sie fasst allen Mut zusammen. Neben den Zombies, die im Inneren in gehäufter Zahl auftreten, trifft sie auf medizinisches Personal, dass ihr bereits aus ihren schlimmsten Albträumen bekannt ist. Im Patientenzimmer Nr. 6 trifft sie auf ihren Vater, nach einer missglückten OP gelähmt, an eine Herz-Lungen-Maschine angeschlossen und über seinen Zustand totunglücklich. Amy sieht sich selbst als kleines Mädchen an seinem Bett stehen. Der Vater bittet die Tochter die Apparate abzuschalten. Amy erfüllt seinen Wunsch und zieht den Stecker. Der Vater stirbt innerhalb weniger Sekunden. Dieses Erlebnis aus ihrer Kindheit hatte sie schwer belastet, woraus wohl auch ihre Krankenhausphobie resultierte. Dann setzt sie ihre Suche nach Nick fort. Sie rettet ihn von einem OP-Tisch. Der Chirurg wollte Nick bei vollem Bewusstsein operieren.
Amy erwacht aus einem Traum. Der eingangs erwähnte Autounfall ist gerade erst geschehen. Blutüberströmt sitzt sie auf dem Beifahrersitz. Diesmal ist sie es, die verletzt wurde, nicht Nick. Mit letzter Kraft gesteht sie Nick ihre Liebe und schließt die Augen.

## Hintergrund
Das Budget betrug etwa 1 Million US-Dollar. Gedreht wurde in Los Angeles, unter anderem im nahen Umfeld des 1991 geschlossenen Linda Vista Community Hospital.